# باغ‌وحش ادنسه
باغ‌وحش ادنسه (به انگلیسی: Odense Zoo) یک زیستگاه جانورشناسی در ادنسه، دانمارک است.

در زمان گشایش باغ‌وحش در سال ۱۹۳۰ این باغ‌وحش دارای کپی، طاووس، گوزن، قاطر، زاغی و خوکچه هندی بود. امروزه باغ‌وحش دارای حیواناتی از سراسر جهان به طور تقریبی ۲٬۰۰۰ حیوان مختلف با پوشش ۱۴۷ گونه مانند شامپانزه معمولی، میمون، لمور دم‌حلقه‌ای، ببر سیبری، گورخر گروی، زرافه (سرده)، پاندای سرخ، گاو دریایی هند غرب، شترمرغ، پنگوئن، پلیکان پشت‌صورتی، فلامینگوی بزرگتر، مکائو و لاک‌پشت غول‌پیکر آلدابرا است.

در سال ۲۰۰۸ باغ‌وحش ادنسه مهمترین جاذبه گردشگری فونن و نهمین در دانمارک بود. باغ‌وحش در سال ۲۰۱۳ جایزه بهترین در اروپا را در رده (باغ‌وحش با بالای ۵۰۰٬۰۰۰ بازدید در سال) را دریافت کرد.

## تعداد بازدیدکنندگان
- ۲۰۰۸: ۴۳۰٬۳۶۳
- ۲۰۰۷: ۴۲۰٬۲۵۴
- ۲۰۰۶: ۳۷۸٬۳۷۳
- ۲۰۰۵: ۴۳۳٬۷۹۵
- ۲۰۰۴: ۴۱۰٬۵۲۵
- ۲۰۰۳: ۴۱۷٬۳۷۰
- ۲۰۰۲: ۳۹۰٬۰۰۰
- ۲۰۰۱: ۴۳۹٬۵۳۳
- ۲۰۰۰: ۳۱۰٬۰۰۰
- ۱۹۹۹: ۳۳۵٬۰۰۰